# Дом Ливии
Дом Ливии (итал. Casa di Livia) — античное здание на Палатине в Риме, принадлежавшее, предположительно, жене императора Августа, Ливии.
На сегодняшний день считается, что дом Ливии входил в комплекс зданий дома Августа.
Дом был раскопан ещё в 1869 году Пьетро Роза по поручению Наполеона III и на основании некоторых фрагментов свинцовых труб, на которых обычно указывалось имя хозяина дома, было предположено, что это был дом Ливии. Здание было построено в конце I века до н. э. Стены дома украшены фресками во втором стиле древнеримской стенной живописи, с изображением сфинксов, канделябров, сцена с мифологическими персонажами Ио и великана Аргоса, гирлянды из фруктов, цветов и листьев.
В доме можно различить следующие помещения: 11 маленьких комнат-кубикул, триклиний, таблинум, атрий.